# Syrrusoides
Syrrusoides is een geslacht van vlinders van de familie Uilen (Noctuidae).

## Soorten
- S. lecodieri Laporte, 1972
- S. lecordieri Laporte, 1972
- S. syrrusoides Laporte, 1972
- S. viettei Laporte, 1972